# Герасим Тодоров
Герасим Тодоров ( Влахи, Пиринска Македонија, Бугарска 27. новембар 1910 — Влахи, Пиринска Македонија, Бугарска 30. март 1948 ) — македонски борац за уједињену и независну Македонију. Тодоров је био вођа илегалне чете која је деловала од средине 1947. до априла 1948. године.

## Биографија
Тодоров је рођен 27. новембра 1910. године у селу Влахи, Пиринска Македонија, где су рођене и друге родољубиве македонске личности, попут Јанета Санданског. Године 1947. створио је илегалну чету од око 80 комита за оружану борбу за уједињену и независну Македонију.
Од њих је 13 душа осуђено на смрт и обешено у Горној Џумаји, међу њима и два свештеника, један пуковник и један потпуковник. Неколико их је убијено без суђења и пресуде. Више од четрдесеторо осуђено је на доживотни затвор, а остали на дуготрајне затворске казне.
У одреду су учествовали пуковник Стојне Бачијски (бивши командант 51. Вардарског пука у Скопљу), потпуковник Димитар Цветков, Петар Грков – Попето, Димитар Павлов – Дупничанац, Крум Монев, Петар Х. Митов са Гара Пирина и други.

### Последњи дани Герасимове чете
Тодорова издаје његов верни сапутник, што доводи до његовог самоубиства.
Тада су и браћа Никола и Јордан Рајчеви из села Плоски завршили трагично, покушавајући да пробију обруч, наишли су на заседу код села Драката, при чему је Никола тешко рањен и да не би пао у руке полиције, молио је брата да га убије. После неколико дана живот је окончао и Јордан. Избегао је заседу и стигао до села Крпелево, надајући се да ће наћи уточиште код свог доброг пријатеља, али га је, уместо да га сакрије, издао, након чега је извршио самоубиство. Гимназијалац Георги-Гошката Сучев из Горне Белице стигао је до родног села и целу недељу га је крила једна турска породица. Међутим, издат је када се сакрио код родбине. Када је сазнао за издају, извадио је пиштољ и пуцао себи у главу. Петар-Пецето Грков из села Брежани себи је одузео живот пошто је схватио да нема шансе да побегне полицији. Александар Султов, Веселин Михајлов и Марко Ангов завршили су живот на другачији начин. Предао их је Тома Маникатов из села Плоски, након чега су живи спаљени у месност „Шарена Скала“ на Плошкој планини.
Четворица Македонаца су ликвидирана без суђења, а осморо су обешени након што су осуђени на смрт. Солун Георгиев, мучен је и испитиван у сеоској школи у Влахи, а затим убијен. Асен Драчев је био везан и претучен на смрт, као и Ванчо Танчев и Васил Адамов. Петар Донков из села Оштава, након тешких батина у подрумима МУП-а у Санданском, преминуо је у затвору у Благоевграду. Убијен је и Димитар Павлов из Малог Врбовника са још неколико пријатеља. Касније је његова ћерка Искра неколико месеци била затворена и зверски мучена у затвору у Благоевграду.
Крајни епилог је био осум обешених, тројо живи спаљени, двојица убијени из заседу, троје су се самоубили, четворо су били мучени на смрт, један убиен при „опит за бегство”, осамдесет и четворо су били осуђени, преко шесдесет невиних, су постали неподобни за режим и послати крос концентрационе логоре кроз Бугарску.